# Catherine Brice
Catherine Brice (30 settembre 1957) è una storica francese, esperta di storia italiana dell'Ottocento.

## Biografia
Allieva dello storico Jacques Droz, che seguì la sua tesi dedicata al Groupe Collaboration (1940-1944), collaborò poi con Pierre Milza, relatore del suo DEA (Diplôme d'études approfondies) sugli aspetti urbanistici e architettonici della Firenze Capitale (1864-1870). Catherine Brice è allieva dell'École normale supérieure de Fontenay-aux-Roses. Dal 1981 al 1984 è stata membro dell'École française de Rome e dal 1994 al 2000 direttrice degli studi di storia moderna e contemporanea presso il medesimo istituto. Dopo aver insegnato presso Institut d'études politiques de Paris, dal 2006 al 2022 ha insegnato come professoressa ordinaria storia contemporanea all'Università di Paris-Est Créteil-Università Paris XII. Dal 2013 è membro onorario dell'Institut universitaire de France.
Nel 2024 ha ottenuto il Premio alla carriera dell'Istituto per la storia del Risorgimento italiano come riconoscimento per la sua opera scientifica.

## Aree di ricerca
Catherine Brice si occupa di storia contemporanea, con particolare attenzione alla storia italiana tra Otto e Novecento, di cui è considerata tra i maggiori esperti in Francia. Si occupa anche di storia della monarchia italiana, di storia culturale della politica, di storia della fraternità, degli aspetti economici dell'esilio, delle confische e dei sequestri politici del XIX secolo.